# Газодизельний двигун
Газодизельний двигун — газовий двигун, сконструйований на основі (або перероблений з) дизельного, і працюючий за циклом Дизеля на природному газі (метан) або зріджених вуглеводневих газах (пропан-бутан) як паливо . Перероблений двигун також зберігає можливість роботи на дизельному паливі. Зазвичай є можливість роботи з дизельним циклом.
Не слід плутати газодизель з конструкціями кардинальної переробки - коли на дизельний двигун встановлюється система запалення (зі свічками запалення), перетворюючи його, таким чином, на двигун, що працює за циклом Отто; відповідно, можливість роботи на дизельному пальному зникає.

## Конструктивні особливості
У конструкції газодизеля додається паливна апаратура (випарник та підігрівач газу, газовий редуктор , змішувач газу з повітрям; балони, якщо двигун використовується на транспортному засобі). Так як температура займання від стиснення газоповітряної суміші становить близько 700° C (дизельне паливо займається при 320-380° C) паливний насос високого тиску і форсунки зберігаються.
Основна порція палива готується як в одному з різновидів газових двигунів, але запалюється не електричною свічкою, а запальною порцією дизпалива (близько 15-30% від звичайного, до переробки), що впорскується в циліндри аналогічно дизельному двигуну.

## Застосування
Здебільшого важкі вантажівки. Газодизельні двигуни, як і газові, дають менше шкідливих викидів, до того ж природний газ дешевший. Такий двигун часто отримують дооснащення серійного, при цьому економія дизпалива (ступінь заміщення газом) становить близько 60%.
У СРСР працювали дослідні тепловози ТЕ4 і ТЕ1 г (1952-1960 рр..), як основне паливо використовувався генераторний газ, що отримується з кам'яного вугілля. Газогенератор знаходився у додатковій тепловозній секції.
В даний час випускаються комплекти паливної апаратури для переробки на газ двигунів вантажних автомобілів та тракторів.
Газодизельні двигуни застосовуються також на компресорних газоперекачувальних станціях (перекачування природного газу газопроводами ), там, де є надлишок газу, а доставка дизельного палива в віддалені райони утруднена.